# منطقه حفاظت‌شده کرکس
منطقهٔ حفاظت‌شدهٔ کرکس یک منطقهٔ حفاظت‌شده با مساحت ۱۱۳۶۸۷ هکتار است که در استان اصفهان در ایران قرار دارد. این منطقهٔ حفاظت‌شده طبق مصوبهٔ شمارهٔ ۶۹۹ در تاریخ ۱۳۸۶/۱۱/۱۲ در فهرست مناطق تحت حفاظت سازمان محیط زیست ایران قرار گرفت.